# Église Saint-Louis de Rouen
Pour les articles homonymes, voir Église Saint-Louis.
La chapelle Corneille, ancienne église Saint-Louis, se trouve rue Bourg-l'Abbé, au sud du lycée Corneille, à Rouen.
Elle fait l’objet d’un classement au titre des monuments historiques depuis le 21 mars 1910.
Elle abrite depuis 2016 une salle de spectacle de 600 places gérée par l'Opéra de Rouen-Normandie.

## Historique
La première pierre de l'église Saint-Louis a été posée en 1615 par la reine Marie de Médicis. Une première messe est célébrée en 1631. L'église est consacrée en 1704. Le chœur et le transept sont achevés en 1725.
L'expulsion des jésuites qui tiennent le collège attenant marque sa désaffection et son dépouillement progressif. En 1765, l'orgue est démonté pour être installé dans l'église Saint-Michel de Pont-l'Évêque. Les autels sont quant à eux vendus et ornent aujourd'hui l'église de la Sainte-Trinité de Pinterville.
En 1793, elle devient un dépôt de fourrage. En 1799, l'église sert de dépôt des peintures de la ville, en faisant le premier musée des Beaux-Arts de Rouen. Mal entretenue, le conseil municipal envisage de la détruire en 1895 pour agrandir le lycée. Elle deviendra finalement monument classé en 1910. Depuis 1959, des campagnes de restauration se succèdent et permettent de la rendre au culte et de l’ouvrir à un large public pour des activités culturelles prestigieuses comme le Festival d'octobre de Rouen.

## Architecture

### L'extérieur

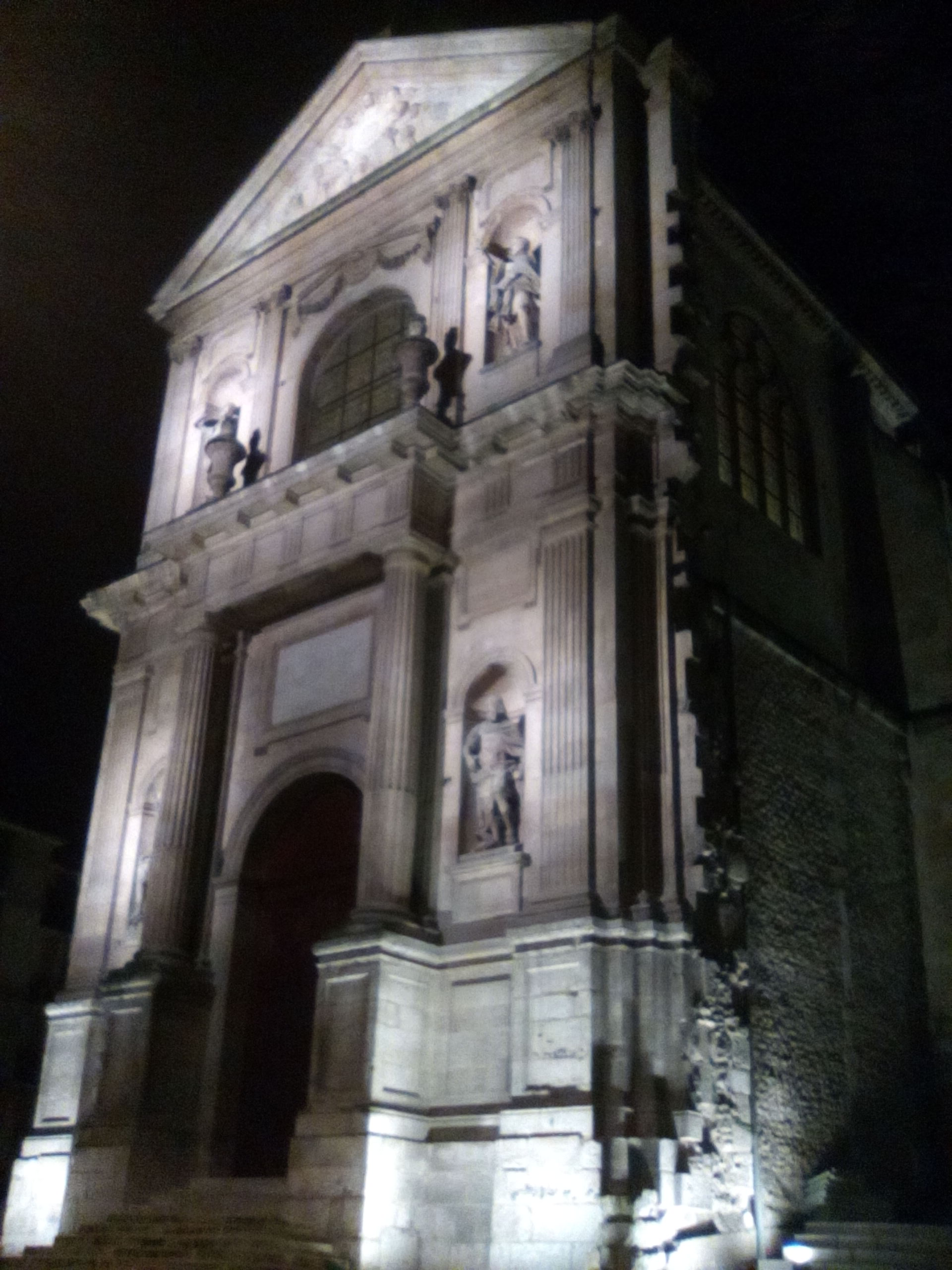
Façade de l'église Saint-Louis, vue de nuit, en février 2016.

Cette église est une synthèse entre le style gothique finissant et l’architecture classique. Sa façade sur la rue donne l'impression qu'elle est inachevée. Cette situation est due à l’exiguïté du terrain sur laquelle elle est construite. Les constructions qui l'entouraient ont aujourd'hui disparu. De par son volume, elle est la troisième église de Rouen, après la cathédrale et l'abbatiale Saint-Ouen et la troisième église jésuite de France, après celle de la maison professe à Paris et de Rennes.
On accède à la façade, de style classique, par un emmarchement. La porte est encadrée de deux colonnes doriques, surmontées d'un entablement. Au niveau supérieur s'ouvre une baie en plein cintre. La façade est couronnée par un fronton. Quatre statues, placées dans des niches, représentent saint Louis, Charlemagne, saint Ignace de Loyola, fondateur des jésuites, et saint François d'Assise.

### L'intérieur

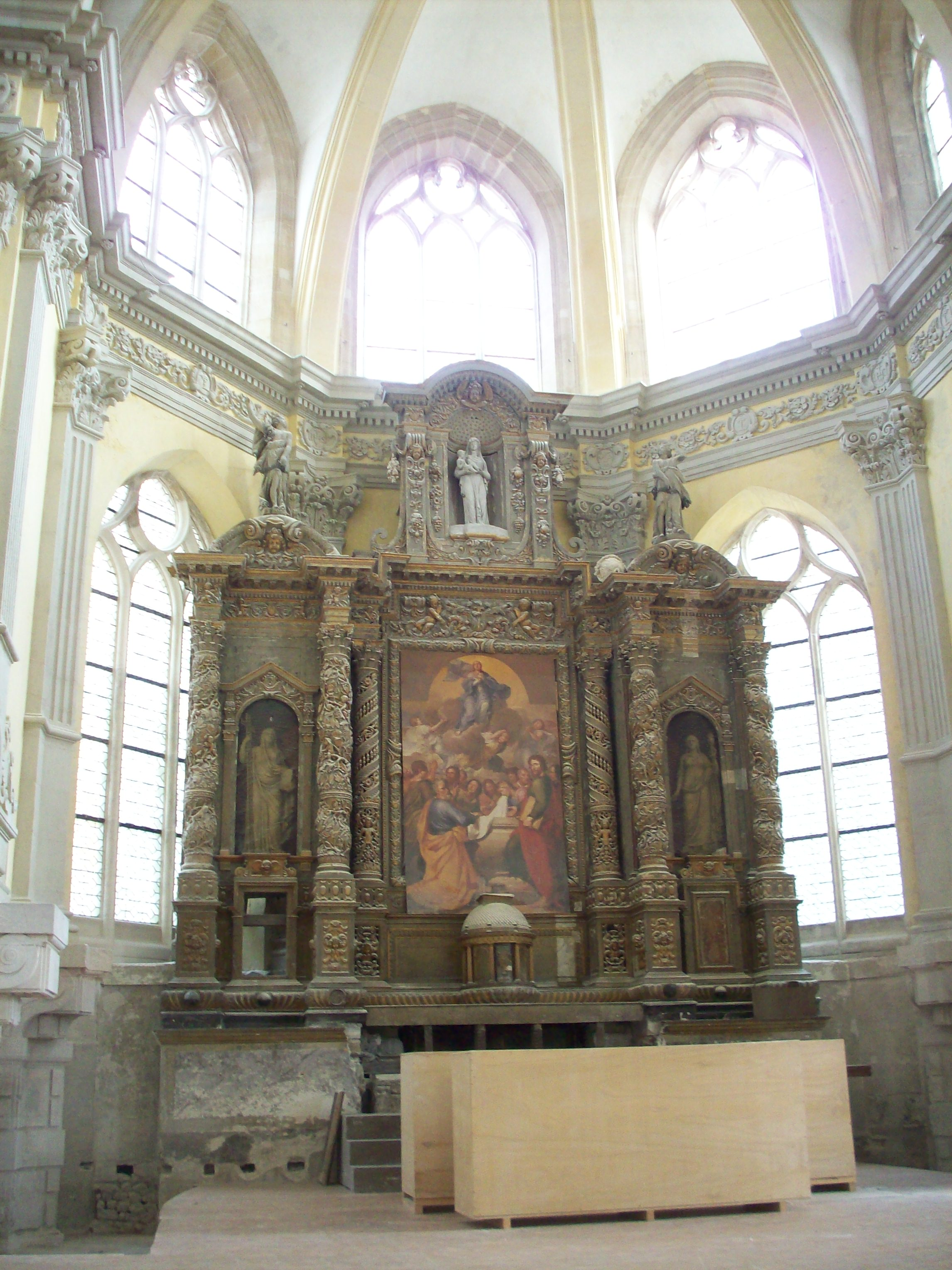
Le chœur de l'église Saint-Louis en septembre 2011.

Son plan a la particularité d'être orienté nord-sud. Elle se développe en forme de croix avec une nef unique et s'étire sur 52 m de long. Les deux premières chapelles au sud sont atrophiées. Ensuite se développent deux chapelles, celle au nord accueille en 1826 le tombeau du cardinal de Joyeuse, du marbrier rouennais Parfait. Celle au sud, la chapelle de la Passion, possède un retable identique à celui de l'abbatiale Saint-Ouen. Il représente Notre-Dame de Liesse, et pourrait être une réalisation de Guillaume de La Tremblaye, qui l'a réalisé en 1684 pour Saint-Ouen. Posé dessus se trouve un Christ en plâtre. L'original de Girardin a été vendu en 1765.
Le croisillon est recouvert de marqueteries de marbre. Son retable, daté de 1661 environ ressemble au retable de l'église Saint-Paul-Saint-Louis de Paris. En partie basse se trouvait un tableau, une Crucifixion de Jouvenet. La partie supérieure devait accueillir une sculpture. Le croisillon ouest suivait la même disposition. Le tableau, que présentait le retable, avant sa vente en 1765 était une Présentation de Jésus au temple de Jouvenet, tableau jamais retrouvé.
Les chapelles au niveau de la croisée sont surmontées de loges ou jubés. Ce sont des galeries ou tribunes hautes.
La chapelle latérale ouest du chœur a été en grande partie influencée par le projet de Robert de Cote dessiné en 1704. Le dessus des portes qui encadrent le retable représente la vie d'Ignace de Loyola. Celle de gauche représente sa vision du Christ tandis que celle de droite est celle où Ignace reçoit les saints sacrements.
Le chœur abrite un retable de la seconde moitié du XVIIe siècle en bois, qui possède des colonnes torses et à balustres creuses. Malheureusement, l'autel a été comme pour le reste de l'église arraché[Quand ?][Quoi ?].
Le dallage, refait à l'identique, est en ardoise et travertin. Les vitraux, en grisaille, sont dus au mécénat de Gaz de France.

### Transformation en salle de concert
Depuis 2016, la chapelle accueille des concerts. Une sphère de 7 mètres de diamètre permet de diffracter le son dans l'ensemble de l'auditorium de 600 places tout en éclairant la scène. En 2018, ces aménagements reçoivent le prix de l'architecture et de l'aménagement normand (PAAN) dans la catégorie Culture (ex æquo avec le Dôme à Caen). Les programmes complètent ceux du théâtre des Arts de Rouen.